# 罗伯特·S·卡普兰
羅伯·卡普蘭（Robert S. Kaplan，1940年5月2日—）是美國哈佛商學院的會計學和貝克基金教授，與大衛·諾頓建立平衡计分卡和策略地圖理論而聞名商務管理領域。有時也譯為羅伯特·科普朗。卡普蘭的平衡計分卡理論在1992年的哈佛商業評論雜誌上發表後廣受好評，此架構能協助公司穩健的往長期目標邁進，並適當的驅動績效。
卡普蘭出生於美國紐約。大學和研究所，就讀於麻省理工學院的電子工程。畢業後進入業界，做了兩年系統設計師和諮詢顧問。接著就讀康乃爾大學，並取得運籌學（Operations Research）博士學位。
卡普蘭教授主張的平衡計分卡理論與方法，已被美孚石油和西爾斯控股（Sears Holdings Corporation）公司採用。此方法將公司主管設定為飛行員，並利用一系列的指標，如同駕駛艙儀表板一樣，隨時可供檢測，並建議主管如何做出決策和制定謀略。卡普蘭教授還出版了講解成本會計，管理會計與策略地圖等管理領域的教科書。他之前也曾在卡内基梅隆大学的泰玻商學院（Tepper School of Business）擔任過院長一職。
2006年，卡普蘭教授獲得美國會計學會（American Accounting Association）的終身貢獻獎。同時也被列入美國會計名人堂（Accounting Hall of Fame）。

## 書籍

### 與平衡計分卡有關
- 《平衡計分卡》 (The Balanced Scorecard: Translating Strategy into Action) 朱道凱翻譯。臉譜出版社出版。2008年3月9日。ISBN：9789866739422
- 《策略核心組織：以平衡計分卡有效執行企業策略》(The Strategy-focused Organization: How Balanced Scorecard Companies Thrive in the New Business Environment)譯者：遠擎．策略績效事業部。臉譜出版社出版。2001年12月12日。ISBN：9574698548。
- 《策略地圖》(Strategy Maps: Converting Intangible Assets into Tangible Outcomes)陳正平翻譯。臉譜出版社出版。2004年6月20日。ISBN：9867896777
- 《策略校準：應用平衡計分卡創造組織最佳綜效》(Alignment: Using the Balanced Scorecard to Create Corporate Synergies)高子梅、何霖翻譯。臉譜出版社出版。2006年4月30日。ISBN：9867058119
- 《平衡計分卡戰略實踐》(The Execution Premium: Linking Strategy to Operations for Competitive Advantage)上海博意門咨詢有限公司翻譯。中國人民大學出版社出版。2009年2月1日。ISBN：9787300101194。

### 其他
- 1976年．《社會安全體系中的財務危機》(Financial Crisis in the Social Security System)
- 1977年．《社會安全指數》(Indexing Social Security: An Analysis of the Issues)。
- 1987年．《管理會計興衰史：相關性的遺失》(Relevance Lost: The Rise and Fall of Management Accounting) ，與托馬斯·約翰遜(H. Thomas Johnson)合作
- 1987年．《會計與管理》(Accounting and Management: Field Study Perspectives)。與威廉·布倫斯(William J. Bruns)合作
- 1989年．《高級管理會計》(Advanced Management Accounting) 。與安東尼·阿特金森(Anthony A. Atkinson)合作
- 1991年．《成本管理系統設計》(The Design of Cost Management Systems)。與庫珀合作
- 1998年．《成本與效益》(Cost and Effect:Using Integrated Cost Systems to Drive Profitability and Performance)。與庫珀合作。
- 2007年．《時間驅動作業成本法》(Time-Driven Activity-based Costing: A Simpler and More Powerful Path to Higher Profits) ，與史蒂芬·安德森合作。

## 論文
- 1978年。〈管理會計中量化模型的應用〉(Application of Quantitative Models in Managerial Accounting: A State of the art Survey)。
- 1979年。〈債券評級的統計模型：一種方法論研究〉(Statistical Models of Bond Ratings: A Methodological Inquiry)，加布裏埃爾·厄威茨(Gabriel Urwitz)合作。《商業雜誌》(Journal of Business)。
- 1980年。〈多元互動產品單位成本的動態分析方法〉(An Activity Analysis Approach to Unit Costing with Multiple Interactive Products) ，和伊丹敬之(Hiroyuki Itami，日本一橋大學教授)合作。《管理科學》(Management Science)

## 外部連結
- Robert S. Kaplan's page on the Harvard Business School website （页面存档备份，存于）
- Biography at OSU's Accounting Hall of Fame
- Interview with Robert Kaplan (2006) in German （页面存档备份，存于）
- Biography （页面存档备份，存于）